# Henniez
Henniez is een gemeente en plaats in het Zwitserse kanton Vaud en maakt sinds 1 januari 2008 deel uit van het district Broye-Vully.

## Geschiedenis
Voor 2008 maakte de gemeente deel uit van het toenmalige district Payerne. Aanvankelijk was het de bedoeling dat de gemeente met Cerniaz, Champtauroz, Combremont-le-Grand, Combremont-le-Petit, Granges-près-Marnand, Marnand, Sassel, Seigneux, Treytorrens en Villars-Bramard, die ook waren gelegen in het district Payerne, en Dompierre, dat was gelegen in het Moudon tot deze districten op 1 januari 2008 werden opgeheven en opgingen in het nieuw opgerichte district Broye-Vully, zouden fuseren tot een nieuwe gemeente. Op 8 februari 2009 werd een referendum in de betreffende gemeentes gehouden. In Henniez en in de gemeentes Dompierre en Treytorrens werd dit referendum verworpen en de gemeentes haakten af.